# Carlos Díaz Gandía
Carlos Díaz Gandía (nascido em 25 de dezembro de 1907, falecido em 11 de agosto de 1936) - mártir espanhol, beato da Igreja Católica.

## Vida
Foi batizado no dia seguinte na igreja da freguesia de Santa Maria. Aos 14 anos começou a estudar na juventude da Ação Católica. Em 3 de novembro de 1934, Luisa Torres Perdeguer se tornou sua esposa e ele teve uma filha desta relação, Maria Luisa Diaz Torres. Ele foi martirizado durante a Guerra Civil Espanhola em 11 de agosto de 1936.

Foi beatificado no grupo de Joseph Aparicio Sanz e foi acompanhado por 232 mártires pelo Papa João Paulo II em 11 de março de 2001.